# Constellation
Constellation je prvi EP norveškog black metal-sastava Arcturus. Objavljen je 14. kolovoza 1994. godine, a objavila ga je diskografska kuća Nocturnal Art Productions. Jedini je uradak sastava s gitaristom/basistom Samothom i prvi s pjevačem Kristofferom Ryggom. Pjesme na EP-u ponovno su snimljene za album Aspera Hiems Symfonia. Ponovno je objavljen 1997. godine.

## Popis pjesama
| 1.    | »Rødt og svart«                         | 6:09 |
| 2.    | »Icebound Streams and Vapours Gray«     | 4:42 |
| 3.    | »Naar kulda tar (Frostnettenes prolog)« | 4:27 |
| 4.    | »Du nordavind«                          | 4:30 |
| 19:48 |                                         |      |

## Zasluge
Arcturus
- Kristoffer Rygg – vokal
- Samoth – gitara
- Sverd – klavijature
- Hellhammer – bubnjevi